# Révélation (roman)
 (mars 2025).
Cet article concerne le roman de Stephenie Meyer. Pour l'adaptation cinématographique de Bill Condon, voir Twilight, chapitres IV et V : Révélation.
Pour les articles homonymes, voir Révélation (homonymie).
Révélation (titre original : Breaking Dawn) est le quatrième roman de la série Twilight  de Stephenie Meyer. Il est paru aux États-Unis le 2 août 2008 et en France le 22 octobre 2008.
Ce tome se compose de 3 parties. La première et la troisième partie sont narrées du point de vue de Bella et la deuxième partie du point de vue de Jacob.

## Résumé
Révélation s'ouvre quelques jours avant le mariage de Bella et Edward. Bella conduit une Mercedes S 600 Guard offerte par Edward pour leurs fiançailles et est arrêtée par des hommes qui lui disent que le modèle n'est pas encore en vente auprès du public et qu'il est réputé pour être indestructible, ce qui conduit Bella à supposer qu'il s'agit d'une blague sur sa fragilité humaine. Dans Forks, mais également dans toute la péninsule d'Olympic, Charlie Swan a fait placarder des avis de recherche de Jacob, disparu à la fin du livre précédent. Seth et Edward se sont liés d'amitié : Seth est le seul loup-garou à bien s'entendre avec les Cullen et est ravi que le couple l'invite, ainsi que sa mère, à leur mariage. Edward annonce aux parents de Bella qu'ils partiront étudier à Dartmouth, où elle a été acceptée, à l'automne. Charlie prend mal la nouvelle du mariage, mais ne s'y oppose pas ; Renée, quant à elle, en est ravie et commence rapidement à passer ses journées au téléphone avec Esmé, qu'elle apprécie énormement et avec qui elle s'occupe de la cérémonie. Le clan de Denali se rend au mariage et Bella les rencontre. Seule Irina, qui en veut toujours aux Quileute d'avoir tué son partenaire Laurent, est absente ; les autres présentent leurs excuses pour avoir refusé d'intervenir face aux Volturi et aux nouveau-nés dans le tome précédent. Carlisle raconte à Bella que le clan est terrifié par les Volturi, qui ont tué leur mère, coupable d'avoir créé un enfant immortel. L'échange des vœux est simple et le père d'Angela Weber officie à la cérémonie. À la demande du couple, il change le traditionnel « jusqu'à ce que la mort nous sépare » en « tant que nous vivrons tous deux », Bella et Edward sachant que la mort marquera au contraire le début de leur mariage. Pendant la soirée suivant la cérémonie, Jacob fait irruption pour féliciter Bella, après des mois d'absence. Il danse avec elle et ils discutent. Or, Bella laisse échapper qu'elle veut perdre sa virginité alors qu'elle est encore humaine, et il menace Edward de le tuer avant de quitter la fête.
Bella et Edward prennent l'avion pour Rio de Janeiro, puis un bateau pour une île déserte, qui s'appelle l'île d'Esmé : il s'agit d'un cadeau de Carlisle à Esmé, qui l'a prêtée à Edward pour l'occasion. Les époux consomment le mariage. Le lendemain, Bella se réveille couverte d'hématomes, et Edward, se sentant coupable, lui annonce ne plus vouloir avoir de relations sexuelles avec elle tant qu'elle ne sera pas transformée en vampire. Edward essaie donc de distraire Bella au maximum, mais il finit par céder quelques jours plus tard et ils font à nouveau l'amour. Après une dizaine de jours, les Cullen reçoivent la visite d'un couple local qui s'occupe de leur résidence. La femme de ménage, Kaure, est élevée dans la tradition Ticuna et croit à une version particulière des vampires, le Libishomen, un démon buveur de sang qui s'attaque seulement aux belles femmes. Elle s'inquiète pour Bella, et revient le lendemain pour vérifier que Bella est toujours vivante, sous le prétexte de vouloir lui apporter à manger. Quelques jours plus tard, Edward part chasser, ne s'étant pas nourri depuis deux semaines. Bella se prépare un reste de poulet, qui la rend malade : elle est écœurée par le goût et vomit tout son repas ; Edward la retrouve dans les toilettes, alors qu'elle est convaincue d'avoir eu une intoxication alimentaire. Quelques heures plus tard, elle se rend compte que ses règles sont en retard de cinq jours. Se regardant dans la glace, elle se rend compte qu'elle a un « bedon, certes petit mais bien défini », alors que la potentielle grossesse ne dure que depuis quelques jours. Un peu plus tard, elle sent un mouvement sous sa main alors qu'elle touche son ventre. Alice les appelle alors au téléphone, inquiète en raison d'une vision dont elle n'explique pas la nature. Edward organise le rapatriement immédiat de Bella à Forks, tandis qu'elle commence à accepter l'idée de sa grossesse et s'étonne d'être aussi heureuse à l'idée d'avoir un enfant. Or, Edward lui dit qu'ils se rendent à Forks, non pas pour bénéficier du suivi médical de Carlisle, mais pour la faire avorter contre son gré.
La suite du roman se déroule du point de vue de Jacob Black. Il a réintégré la meute des Quileutes après le mariage, mais garde un tempérament colérique ; or, s'il aimait se battre avec Paul, ce dernier est soudain devenu très serein en s'imprégnant de Rachel Black, la sœur aînée de Jacob. Sam appelle les loups pour les prévenir que Bella prétend être tombée gravement malade en Amérique du Sud et est mise en quarantaine par Carlisle, qui l'interdit de voir son père : ils sont convaincus qu'il s'agit d'une couverture de sa transformation en vampire. Sam refuse d'attaquer les Cullen, estimant que Bella était consentante et que le traité est donc respecté. Jacob refuse de se plier à cet ordre : il décide que l'ordre de Sam ne s'applique qu'à la meute, mais n'interdit pas un acte isolé. Il se rend donc chez les Cullen avec la ferme intention de se battre avec eux, mais est accueilli par Edward qui le laisse parler avec Bella, visiblement enceinte et souffrante. Edward explique à Jacob que Bella refuse l'avortement, ce à quoi Jacob répond qu'il « suffisait de l'assommer avec des médicaments ». Edward explique alors que Rosalie sert de garde du corps à Bella, empêchant toute intervention ; elle a le soutien d'Esmé et d'Emmett et Carlisle refuse de s'opposer à sa femme.
Edward ajoute que Bella est en train de mourir de faim, ne supportant aucune nourriture. Il demande à Jacob de parler à bella et de la convaincre d'avoir son enfant à la place, un enfant humain qui ne poserait aucun danger à la mère tout en satisfaisant son envie de maternité. Bella raconte que l'échographie et les prélèvements ont échoué, la membrane étant aussi dure que la peau de vampire ; elle est convaincue d'attendre un garçon. Elle explique à Jacob qu'elle a pour objectif de faire battre son cœur le plus longtemps possible et d'être transformée en vampire au tout dernier moment, si possible après l'accouchement. Son corps est marbré de grands hématomes causés par les coups du fœtus. Jacob retourne voir sa meute pour leur raconter ce qu'il a vu, et Sam change d'avis : sachant que les Cullen attendent une créature inconnue, manifestement puissante, et trop jeune pour comprendre le traité, ils estiment qu'il faut l'exterminer avant la naissance. Or, Seth est proche d'Edward et souffre de devoir le combattre. Sam ordonne à Jacob et Seth de combattre, utilisant son pouvoir d'Alpha.
Jacob se rend compte, quelques instants plus tard, qu'il est l'Alpha légitime en raison de sa lignée, et qu'il peut donc s'opposer à Sam, mais qu'il n'aura plus de meute. Il dit donc à Sam qu'il s'interposera et qu'il combattra aux côtés des Cullen, puis quitte la meute, devenant l'Alpha d'une meute dont il est le seul membre. Cependant, il ne tarde pas à entendre Seth dans son esprit : le jeune loup l'a suivi, étant proche des Cullen et préférant quitter la meute plutôt que de les attaquer. Jacob veut le renvoyer, mais ne se résout pas à utiliser son pouvoir contraignant. Les deux loups se rendent alors compte qu'ils n'entendent plus aucune autre pensée télépathique. Jacob retourne chez les Cullen pour les prévenir de l'attaque imminente. Il y trouve Bella sous perfusion, allongée sur un lit d'hôpital, alors qu'elle était installée sur un canapé quelques heures plus tôt. Jacob et Seth montent la garde près de la maison des Cullen quand ils entendent les pensées de Leah Clearwater, la grande sœur de Seth, qui s'est toujours illustrée par son caractère détestable au sein de la meute. Elle affirme détester les vampires, mais ne pas avoir le choix : d'un côté, elle veut protéger son petit frère et donc rester à ses côtés, de l'autre, changer de meute lui donne l'occasion de s'éloigner de Sam, dont elle est toujours amoureuse. Leah leur raconte que Sam est furieux, et qu'il s'est entretenu avec les anciens avec l'intention de préparer une attaque concertée, l'effet de surprise ayant été gâché par la défection de Seth et Jacob. Lors d'une nouvelle visite chez les Cullen, Carlisle confie à Jacob qu'il ne peut faire aucun test et ne sait pas s'il pourra sauver Bella : en effet, elle est si faible que son cœur pourrait s'arrêter, ce qui empêcherait la transformation. Jacob pense à sa haine du fœtus qui est en train de tuer Bella, le traitant de « buveur de sang », une insulte qu'il réserve normalement aux vampires. Or, Edward lit dans ses pensées et a soudain l'idée de faire boire du sang à Bella pour voir si elle rejette également l'alimentation vampire. Voyant le sang humain, qui a été acheté par Carlisle en sa qualité de médecin, Bella se rend compte qu'il sent bon, puis le goûte et le trouve également bon à boire. Elle reprend très rapidement des forces.
Jared, Paul, Quil et Collin se rendent près du domicile des Cullen pour parlementer avec Jacob, Seth et Leah. Les métamorphes de la meute de Sam affirment avoir abandonné leur plan d'attaque, estimant que si la créature tue Bella, Jacob conduira l'attaque lui-même. Par l'intermédiaire de ses quatre émissaires, Sam et les anciens, en particulier la mère de Leah et Seth, les supplient de revenir dans la meute principale, mais tous deux refusent. Seth remarque par ailleurs que Sam a fait attention à ne pas envoyer Embry, qui serait potentiellement enclin à rejoindre la meute de Jacob et à faire perdre l'avantage numérique à la meute historique. Edward offre des vêtements propres à Jacob, qui ne peut plus se rendre sur la réserve, et lui dit qu'il perçoit de mieux en mieux ses pensées, ce qui lui a permis de suivre la conversation entre les deux meutes malgré la distance de cinq kilomètres. Les loups apprennent qu'Esmé veut prendre soin d'eux, ne souhaitant pas les laisser sans domicile, sans vêtements et sans nourriture - ils ne se nourrissent en effet que de chasse sous leur forme animale, n'ayant pas accès à une cuisine. Edward invite donc les loups à dormir, manger et s'habiller chez les Cullen, mais ces derniers n'apprécient toujours pas les vampires. Alors que Jacob et les vampires sont dans le salon, le fœtus brise une côte de Bella en bougeant. Alice est prise de migraines et reste à l'écart de Bella : son don ne fonctionne pas sur le fœtus, tout comme il ne fonctionnait pas sur les métamorphes, ce qui lui donne de violents maux de tête, et elle se rend compte que la présence proche d'un loup-garou apaise sa douleur. Seth raconte à Jacob que Bella appelle ses parents presque quotidiennement pour leur donner des nouvelles de sa « maladie ». Bella est enceinte depuis deux semaines, et d'après les calculs de Carlisle, elle doit accoucher quatre jours plus tard. Si le plan original était de dire à Charlie qu'elle était morte, elle veut désormais lui cacher la vérité en espérant qu'il inventera sa propre explication pour rationaliser la transformation de Bella, sans savoir qu'elle est une vampire. Edward apprend enfin à Jacob que la créature devrait utiliser ses propres dents pour sortir du ventre de sa mère, et que Jasper, Emmett et Carlisle sont peu présents, passant l'essentiel de leur temps à lire des anciens mythes pour tenter de trouver des informations sur les hybrides.
Jacob annonce à sa meute qu'il compte rester sous sa forme animale définitivement quand Bella sera transformée en vampire. Il demande à Seth de retourner vivre à La Push et de reprendre le lycée lorsque tout sera terminé, tandis que Leah affirme compter s'installer loin de la réserve et se transformer le moins souvent possible. Edward annonce alors avoir entendu les pensées de l'hybride, et affirme que ce dernier aime Bella, ce qui lui fait changer d'avis. Jacob comprend que la grossesse ne peut plus rencontrer de véritable opposition et s'enfuit à Seattle. Lorsqu'il revient, il apprend que le bébé sait qu'il fait souffrir Bella, et essaie d'éviter de bouger dans la mesure du possible. Edward demande à Jacob la modification des termes du traité afin de pouvoir sauver la vie de Bella ; à cet instant, Bella vomit une grande quantité de sang et subit une déchirure interne, qui marque le début de l'accouchement : le placenta s'est décollé pendant qu'elle se baissait et le fœtus étouffe. Rosalie perce le ventre de Bella avec sa main pour sauver le bébé, mais ne parvient pas à résister à l'attrait de son sang et Jacob et Alice l'éloignent de force. Jacob revient immédiatement auprès de Bella et aide Edward à effectuer un massage cardiaque. Le bébé donne un nouveau coup, brisant la colonne vertébrale de Bella, qui est paralysée. Edward lui ouvre le ventre au scalpel et sort le bébé : il s'agit d'une fille, qu'ils appellent Renesmée. Il la pose sur le sein de sa mère, mais le bébé le mord. Edward vide de nombreuses seringues de son venin dans le corps de Bella, dont une dose directement dans son cœur. Le bébé est donné à Rosalie, et Jacob se prépare à l'attaquer.
La narration revient ensuite à Bella, qui est convaincue que son enfant est un garçon, qu'elle veut appeler Edward Jacob. Carlisle et Edward lui ont injecté une dose très importante d'analgésiques, espérant que ceux-ci atténuent la douleur du venin : or, la douleur est tout aussi forte, mais Bella est complètement paralysée. Ne voulant pas attrister son mari, elle affirme n'avoir rien senti, tandis qu'il lui annonce que l'enfant est une fille. Elle reconnaît ensuite les battements de cœur de Renesmée, mais sent que le bébé lui donne soif de sang et comprend qu'elle ne peut pas voir son enfant tant qu'elle n'aura pas chassé. Jasper s'émerveille de la voir contrôler sa soif lorsqu'elle sent sa fille. Bella et Edward partent alors chasser. Ils croisent par accident deux randonneurs, et Bella commence à les prendre en chasse jusqu'à réussir à changer de trajectoire et chasser des animaux. Une fois la partie de chasse terminée, Bella rencontre sa fille, qui fait plus de deux fois la taille qu'elle avait à la naissance. Son odeur est partiellement humaine, mais suffisamment vampire pour ne pas tenter ces derniers. L'enfant a un pouvoir : elle peut communiquer ses pensées à d'autres personnes en les touchant de la main, un pouvoir à l'exact opposé de celui de sa mère. Bella comprend ensuite que Jacob s'est imprégné de Renesmée ; elle est furieuse, ne supportant pas que son meilleur ami doive plus tard être amoureux de sa fille nouvellement née. En se défendant, Jacob utilise le surnom de Renesmée, Nessie, et Bella perd le contrôle d'elle-même en comprenant que ses proches donnent à sa fille le surnom du monstre du Loch Ness. En attaquant Jacob, elle brise l'épaule et la clavicule de Seth, ce qui suffit à lui rendre son sang-froid.
Bella apprend que pendant sa transformation, les meutes de Jacob et de Sam se sont réconciliées, les loups ne pouvant pas s'attaquer à l'imprégnée de l'un des leurs. Alice souhaite alors un joyeux anniversaire à Bella, qui fête ses dix-neuf ans malgré sa transformation en vampire. Elle lui offre une clé, qui s'avère être la clé de l'entrée d'un minuscule cottage en pierre près de Forks, où elle doit vivre avec son mari. Bella et Edward y font leur première expérience sexuelle en tant que vampires. Le lendemain, Bella découvre que la croissance de sa fille a commencé à ralentir. Emmett suggère de déménager dans le New Hampshire, estimant que Bella sera prête à aller en cours à l'université dès la rentrée. Or, Jacob annonce aux Cullen qu'il a parlé à Charlie et lui a dit que sa fille a adopté une petite fille orpheline et qu'il lui a montré qu'il pouvait se transformer en loup. Il ajoute que Charlie estime pouvoir revoir sa fille, du moment qu'on ne lui donne pas de détails sur ce qu'elle est devenue. Bella revoit alors son père, qui tente d'ignorer ses changements pourtant très visibles. Edward raconte que Renesmée est la fille de son grand frère, adopté par une autre famille d'accueil et mort dans un accident de voiture.
Trois mois plus tard, Bella se remémore quelques instants importants et en particulier le fait que Quil et Embry ont intégré la meute de Jacob, tandis que Leah a pris la place de Beta qui appartenait auparavant à son petit frère. Au bout d'une semaine, Renesmée prononce son premier mot ; à trois mois, elle pourrait passer pour un petit enfant de deux ans et sait parfaitement lire à voix haute. Voyant à quelle vitesse elle grandit, Carlisle calcule que si Renesmée doit vivre une vie d'humain normal, elle sera adulte à quatre ans et vieille à quinze. Les Cullen se décident à faire des recherches sur les hybrides, espérant en trouver d'autres traces ; ils choisissent de commencer par le Brésil en raison des légendes Ticuna évoquant des enfants hybrides. De son côté, Bella se prépare à voir les Volturi pour leur expliquer la situation. Bella et Edward achètent des billets d'avion pour l'Italie le lendemain des trois mois de Renesmée.
Jouant dans une clairière avec Renesmée et Jacob, Bella aperçoit Irina, qui fait immédiatement demi-tour. De retour chez les Cullen, Bella voit qu'Irina voulait se réconcilier avec eux, mais qu'elle a vu Jacob, responsable de la mort de Laurent, et s'est enfuie. Alice voit alors qu'Irina a décidé d'aller voir les Volturi et qu'ils prévoient de tous se rendre à Forks un mois plus tard : les Cullen comprennent alors qu'Irina n'a pas fui en voyant Jacob, mais a cru que Renesmée est une enfant immortelle et se prépare à les dénoncer. Les Cullen décident de regrouper tous les vampires qu'ils connaissent afin de gagner du temps et de tenter de témoigner de l'innocence de Renesmée avant que les Volturi ne tuent l'ensemble de la famille.
Alice et Jasper s’enfuient en secret, laissant une note aux Cullen : « Ne nous cherchez pas. Il n’y a pas de temps à perdre. Rappelez-vous : Tanya, Siobhan, Amun, Alistair, tous les nomades que vous réussirez à contacter. Nous chercherons Peter et Charlotte en chemin. Nous sommes désolés de vous abandonner comme ça, sans au revoir ni explications. Nous n’avons pas le choix. Avec tout notre amour. ». Les métamorphes répètent qu’ils resteront aux côtés des Cullen, ne pouvant pas trahir Jacob et la personne dont il s’est imprégné. Bella, quant à elle, se rend compte qu’Alice lui a laissé un message secret : un nom et une adresse à Seattle.
À l’arrivée du clan de Denali, les Cullen leur expliquent la situation et leur présentent Renesmée. Après un instant de peur panique, les nouveaux arrivants acceptent d’observer Renesmée de plus près et comprennent qu’elle n’est pas un enfant immortel. Edward leur annonce que tous les Volturi sont en route : Eleazar, ancien membre des Volturi, a du mal à y croire, certains membres du clan (en particulier les épouses des chefs) ne quittant jamais Volterra. Eleazar leur indique alors que Bella est un « bouclier », c’est-à-dire qu’elle est dotée d’un pouvoir défensif très puissant. Réfléchissant à pourquoi tout le clan Volturi se déplace, Eleazar prend conscience qu’une fois par siècle environ, Aro se déplace en personne pour rendre justice et gracie un vampire dont il souhaite s’approprier le pouvoir. Les raisons d’attaquer le clan sont parfois factices, et Eleazar se rend compte que les expéditions punitives ne servent pas à rendre justice, mais à recruter une nouvelle personne chez les Volturi.
Peter et Charlotte arrivent ensuite, de la part d’Alice et Jasper qui les ont croisés sur leur chemin. C’est ensuite au tour du clan irlandais ; une membre du clan ayant le pouvoir de détecter les mensonges, il est très facile de les convaincre. Ce n’est pas le cas des vampires égyptiens : deux membres acceptent de s’engager aux côtés des Cullen, mais leurs aînés refusent catégoriquement d’approcher Renesmée. De nombreux autres nomades arrivent, puis deux Amazones envoyées par Alice. Emmett enseigne les bases du combat à Bella, avec l’aide de Rosalie, de Tanya, de Garrett et d’Eleazar. Kate fait subir des électrochocs à Edward pour entraîner Bella à étendre son bouclier, mais n’y parvient pas. Un jour, Kate s’impatiente et menace d’attaquer Renesmée ; Bella, folle de rage, réussit enfin à maîtriser son pouvoir et à protéger sa fille. Zafrina plonge alors tous les vampires présents dans le noir et Bella parvient à protéger une demi-douzaine de personnes avant de perdre le contrôle du bouclier. Deux vampires roumains, Stefan et Vladimir, se joignent aux Cullen, souhaitant combattre les Volturi et participer à leur défaite : leurs proches ont été décimés 1 500 ans plus tôt par les Volturi.
Bella affirme avoir du retard sur ses cadeaux de Noël et se rend à l’adresse fournie par Alice. Elle y rencontre J. Jenks, un faussaire, qui lui fournit des papiers au nom de Jacob et Vanessa Wolfe, au cas où Jacob et Renesmée (renommée en Vanessa pour pouvoir continuer à utiliser le surnom Nessie) doivent fuir après une défaite contre les Volturi. Elle écrit sur un bout de papier que les deux fuyards doivent se rendre à Rio de Janeiro, espérant qu’Alice la verra écrire la destination dans une de ses visions. Dans les jours qui mènent à la confrontation, Alistair quitte les États-Unis, convaincu que le combat est inévitable et souhaitant rester en vie. Amun s’oppose à Carlisle, l’accusant de vouloir lui voler Benjamin et le forcer à intégrer le clan Cullen, ce que Benjamin et Carlisle démentent. La neige tombe le 30 décembre, marquant le jour de la confrontation. Les Cullen et leurs témoins se rendent au lieu prévu par Alice, Benjamin et Zafrina restant en arrière pour préparer une éventuelle attaque.
Trente-deux Volturi arrivent sur place, soit largement plus que les dix-neuf alliés (et sept témoins passifs) du côté Cullen. Plus de quarante autres vampires viennent avec les Volturi pour assister à l’exécution, manifestement au courant que les Cullen ont créé un enfant immortel. Edward prévient ses alliés que Caïus et Aro viennent dans l’objectif d’exécuter les Cullen et non de rendre justice : ils ont préparé plusieurs stratégies pour les provoquer à l’attaque et justifier la sanction. Alors, les Quileutes arrivent : ils sont désormais dix-sept dans les deux meutes.
Caïus interroge Irina, qui a dénoncé les Cullen. Irina admet s’être trompée. Quand Bella voit que Jane se prépare à attaquer son mari, elle parvient soudain à déployer son bouclier sur l’intégralité de la clairière où se trouvent la quarantaine de membres du bloc Cullen. Elle enlève juste son bouclier de la main d’Edward pour lui permettre de communiquer avec Aro, qui comprend la véritable nature de Renesmée. Edward souligne qu’Aro s’intéresse aussi aux métamorphes, qu’il souhaiterait s’approprier comme « chiens de garde ».
Aro, Caïus et Marcus délibèrent, le jugement des enfants immortels n’étant plus applicable. Caïus décide que les loups-garous sont un dange : les appelant « Enfants de la Lune », il fait remarquer qu’ils sont ennemis des vampires. Edward précise que les Enfants de la Lune et les loups-garous quileutes n’ont rien en commun. Caïus propose à Irina de porter plainte contre les loups-garous qui ont tué son compagnon ; quand elle refuse de le faire, elle est exécutée pour son faux témoignage au sujet de Renesmée. Tanya et Kate perdent leur sang-froid et tentent d’attaquer les Volturi pour venger leur sœur, mais en sont empêchées par les Cullen. Aro affirme alors que si la création d’un enfant hybride n’est pas interdite, elle peut quand même être un danger puisqu’on ne connaît rien de son espèce ; les Cullen et leurs alliés comprennent que la bataille est inévitable.
Bella maintient son bouclier pendant la délibération des Volturi, tandis que les autres vampires font leurs adieux et discutent leurs stratégies d’attaque - Vladimir tient à s’occuper d’Alec, qui a tué ses proches, Kate veut électrocuter Jane pour lui faire subir la douleur qu’elle inflige aux autres, et Tanya souhaite se venger personnellement de Caïus qui vient de tuer sa sœur. Aro appelle Bella, Benjamin, Zafrina et Kate à intégrer les Volturi en raison de leur talent particulier, affirmant qu’il les épargnera, mais aucun n’accepte la proposition. Caïus décrète qu’il faut tuer Renesmée : « L’enfant est une entité inconnue [...] Nous n’avons aucune raison de laisser la vie à ce danger potentiel. Il faut le détruire, ainsi que tous ceux qui le protègent. » Caïus vote pour l’exécution, tandis que Marcus s’y oppose, affirmant que l’enfant ne présente pas de menace. Alors qu’Aro s’apprête à rendre son verdict final, Alice et Jasper apparaissent en lisière du champ, accompagnés de trois amazones inconnus. Deux de leurs compagnons sont Huilen, une vampire, et Nahuel, un hybride comme Renesmée. Nahuel donne de nombreux détails sur sa vie d’hybride, prouvant l’innocence de Renesmée.
Les Volturi quittent la région, ainsi que tous les alliés des Cullen, les derniers à partir étant le clan de Denali, qui a intégré Garrett. Nahuel souhaite rester avec les Cullen, mais décide de suivre sa tante et de retourner en Amazonie. Quand tout le monde est parti, Bella et Edward peuvent enfin profiter de leur lune de miel de vampires. Alors qu’ils s’apprêtent à faire l’amour, Bella arrête Edward et lui montre qu’elle peut désormais enlever son propre bouclier et lui permettre de lire ses pensées.